# Byrsonima macrophylla
Byrsonima macrophylla är en tvåhjärtbladig växtart som först beskrevs av Christiaan Hendrik Persoon, och fick sitt nu gällande namn av W.R. Anderson. Byrsonima macrophylla ingår i släktet Byrsonima och familjen Malpighiaceae. Inga underarter finns listade i Catalogue of Life.